# Acolastus shahristanus
Acolastus shahristanus is een keversoort uit de familie bladkevers (Chrysomelidae). De wetenschappelijke naam van de soort werd in 1987 gepubliceerd door Lopatin.